# Endangered Species
Endangered Species é o oitavo álbum da banda de Southern rock Lynyrd Skynyrd.

## Faixas
1. "Down South Jukin'" (Gary Rossington, Ronnie Van Zant) - 2:38
2. "Heartbreak Hotel" (Mae Boren Axton, Tommy Durden, Elvis Presley) - 4:01
3. "Devil in the Bottle" (Mike Estes, Dale Krantz-Rossington, Rossington, Johnny Van Zant) - 3:35
4. "Things Goin' On" (Rossington, R. Van Zant) - 3:00
5. "Saturday Night Special" (Ed King, R. Van Zant) - 3:53
6. "Sweet Home Alabama" (King, Rossington, R. Van Zant) - 4:01
7. "I Ain't the One" (Rossington, R. Van Zant) - 3:27
8. "Am I Losin'" (Rossington, R. Van Zant) - 4:06
9. "All I Have Is a Song" (Rossington, J. Van Zant) - 3:21
10. "Poison Whiskey" (King, R. Van Zant) - 2:47
11. "Good Luck, Bad Luck" (Estes, King) - 3:23
12. "The Last Rebel" (Michael Lunn, Rossington, J. Van Zant, Robert White Johnson) - 5:42
13. "Hillbilly Blues" (Estes, King, Rossington, J. Van Zant) - 3:42

## Créditos
- Johnny Van Zant - vocal
- Gary Rossington - guitarra, guitarra acústica
- Mike Estes - guitarra, guitarra acústica
- Leon Wilkeson - baixo, baixo acústico
- Billy Powell - piano
- Owen Hale - percussão, bateria
- Ed King - guitarra, guitarra acústica, mandolin